# جيمس روبرتس (عداء سريع)
جيمس روبرتس (بالإنجليزية: James Roberts)‏ هو عداء سريع ليبيري، ولد في 29 سبتمبر 1936.

## وصلات خارجية
- جيمس روبرتس على موقع أوليمبيديا (الإنجليزية)